# Siège de Boulogne-sur-Mer (1544)
Pour les articles homonymes, voir Siège de Boulogne-sur-Mer.
Neuvième guerre d'Italie
Le siège de Boulogne par les Anglais se déroula du 19 juillet 1544 au 18 septembre 1544. Il se termina par la victoire du roi d'Angleterre Henri VIII sur François Ier, roi de France. Cette conquête s'inscrivait dans l'ouverture d'un deuxième front sur le territoire français au cours de la neuvième guerre d'Italie pour empêcher les Français de reprendre le Milanais.

## Contexte historique
Le roi Henri VIII, désireux de reconquérir les territoires perdus par l'Angleterre à l'issue de la guerre de Cent Ans (notamment la Guyenne, la Normandie et le Ponthieu), mena pas moins de trois campagnes en Picardie au cours de son règne. À son accession sur le trône, l'Angleterre ne tenait plus que la région de Calais. L'Auld Alliance (alliance entre la France et l'Écosse, qui faisait de François Ier l'allié de Jacques V d'Écosse) offrait à la couronne d'Angleterre un casus belli permanent contre la France. La tension s'accrut lorsque Henri VIII rejeta l'autorité du pape sur l'Église d'Angleterre, lui aliénant les catholiques écossais, la France et l'Espagne. Après s'être préparé pendant des années à une coalition de ces puissances pour envahir son royaume, Henri, profitant des campagnes françaises en Italie du Nord, poussa son avantage dans le Nord de la France.
En 1544, il offrit son appui à Charles Quint, trop heureux de pouvoir soulager la pression française après la déroute de Cérisoles dans le Piémont.

## Le siège
En 1544, un important corps expéditionnaire anglais part de Calais, se divise en deux corps d'armée, avec pour mission première de sécuriser les territoires adjacents. Le corps d'armée du duc de Norfolk marche sans interruption vers le sud et assiège Montreuil, tandis que celui du duc de Suffolk met le siège devant Boulogne. Quelques semaines plus tard, le roi Henri prend lui-même la direction du siège.
Les bas-quartiers de la ville, peu protégés, tombent après quelques jours de bombardement, puis les tirs se poursuivent jusqu'en août. Au mois de septembre, une brèche est ouverte dans les remparts de la ville haute, mais le donjon tient toujours. Les tirs d'artillerie des défenseurs français empêchant toute approche, les Anglais entreprennent de saper les fondations de l'édifice.
Le 13 septembre, après 60 jours de siège, le gouverneur militaire Jacques de Coucy-Vervins, seigneur de Vervins, offre la reddition de la ville. François de Réty, sieur d'Aix (Aix-en-Ergny ?), gentilhomme boulonnais à la tête d'un corps d'infanterie, fut choisi par Jacques de Coucy pour aller négocier la reddition de la ville avec le sieur de Caulaincourt et le sieur de Framezelle. La ville devait être remise le lendemain avec toute l'artillerie, les poudres, vivres et munitions de guerre. Les sieurs d'Aix et de Saint-Blimont ainsi qu'un capitaine des Italiens en garnison dans Boulogne assiégée servirent d'otages pour assurer l'exécution de l'accord. La reddition fut très mal accueillie par les Boulonnais qui ne voulaient pas rendre leur ville. Jacques de Coucy, son beau père Oudart du Biez, Maréchal de France, gouverneur de la Picardie, François de Réty et d'autres protagonistes furent arrêtés et mis en jugement pour haute trahison entre 1549 et 1551. Jacques de Coucy fut décapité, Oudart du Biez fut dépouillé de ses titres et dignités, et dégradé de noblesse. François de Réty put s'évader. Il fut condamné à mort par contumace et  exécuté en effigie sur la place de Desvres.

### Conséquences
L'armée du dauphin Henri, renforcée de contingents franco-italiens rappelés du Piémont, contre-attaque sur Montreuil, et contraint Norfolk à lever le siège ; Henri VIII lui-même était reparti pour l'Angleterre à la fin de septembre 1544, ordonnant à ses deux généraux, Norfolk et Suffolk, de défendre Boulogne à n'importe quel prix. Mais les deux ducs ne laissent qu'une garnison de 4 000 hommes dans la citadelle, et replient prudemment le reste de leurs forces sur Calais,. L'armée anglaise, en infériorité numérique, est encerclée à Calais et le dauphin, maître du terrain, se consacre alors au siège de Boulogne,,.
Le 9 octobre, l'assaut est presque décisif ; toutefois, les régiments franco-italiens, livrés à eux-mêmes, commencent à se livrer au pillage : ils sont dispersés par la riposte anglaise et perdent environ 800 hommes. L'officier anglais William Drury est capturé.
Dans les trois années qui suivirent, ni l'Angleterre ni la France ne purent disposer de suffisamment d'argent pour reprendre une guerre ouverte. Les Français ne parvinrent pas à reprendre Boulogne, et Henri VIII passa les dernières années de son règne à combattre la rébellion écossaise dans le Nord de la Grande-Bretagne. Le 7 juin 1546, François Ier se décide finalement par le traité d'Ardres à racheter Boulogne aux Anglais. Mais ce traité va rester sans effet, et c'est celui d'Outreau, en 1550, qui va rendre Boulogne à la France.